# 黃國彬

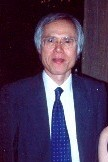
黃國彬教授

黃國彬（英語：Laurence Wong Kwok-pun，1946年—），香港著名詩人及學者，曾任香港嶺南大學翻譯系講座教授，2006年起任教香港中文大學翻譯系，現在已經退休。因其詩作《聽陳蕾士的琴箏》曾被選為香港中學會考中國語文課的範文(1993-2006)，而廣為香港學生認識。

## 簡歷
- 1946年於香港出生，原籍廣東新興
- 就讀廣東新興縣鼎村養智小學、北街小學、烏石宮小學、昌橋小學、上環嶺光中學附屬小學以及東華三院香港第一校（即東華三院李西疇紀念小學）下午校[1]
- 於1960年代畢業於皇仁書院[2]（1961年入學[3]）
- 1971年於香港大學英文系畢業
- 1976年於香港大學取得碩士學位
- 1992年於加拿大多倫多大學東亞學系取得博士學位

## 教學經驗
黃國彬曾先後任教於香港中文大學英文系、香港大學英文與比較文學系、加拿大約克大學語言文學系、香港嶺南大學翻譯系、香港中文大學翻譯系。此外，他曾在意大利佛羅倫斯大學進修意大利文及研究但丁。

## 著作
創作
- 《攀月桂的孩子》（1975年）
- 《指環》（1976年）
- 《地劫》（1977年）
- 《華山夏水》（1979年）
- 《息壤歌》（1980年）
- 《三峽，蜀道，峨眉》（1982年）
- 《吐露港日月》（1983年）
- 《翡冷翠的冬天》（1983年）
- 《宛在水中央》（1984年）
- 《琥珀光》（1992年）
- 《航向星宿海》（1993年）
- 《披髮跣足》（1993年）
- 《微茫秒忽》（1993年）
- 《臨江仙》（1993年）
- 《楓香》（1994年）
- 《禁止說話》（1996年）
- 《雪魄》（1998年）
- 《秋分點》（2004年）
- 《逃逸速度》（2005年，台灣九歌，ISBN 9574442772）
- 《第二頻道》（2011年）
- 《第一頻道》（2013年）
- 《蜜蜂的婚禮》（2013年）
- 《神話邊境》（2015年）

翻譯研究
- 《翻譯途徑》（1996年，台灣書林，ISBN 957-586-651-7）
- 《語言與翻譯》（2001年，台灣九歌，ISBN 957-560-827-5）

文學賞析
- 《從蓍草到貝葉》（1976年）
- 《中國三大詩人新論》（1981年）
- 《陶淵明的藝術》（1983年）
- 《千瓣玫瑰——中外情詩漫談》（1984年）
- 《文學的欣賞》（1986年）
- 《四海集》（1986年）與夏志清、林以亮（宋淇）、余光中合著
- 《文學札記》（1994年）
- 《言外意，景中情》（1997年；改版為《偷聽三千年前的情話——中國古典詩賞析》）
- 《偷聽三千年前的情話——中國古典詩賞析》（2004年，台灣九歌，ISBN 986-7753-50-X；原版《言外意，景中情》）
- 《莊子的蝴蝶起飛後：文學再定位》（2007年，台灣九歌，ISBN 978-957-444-380-2）

翻譯作品
- 《神曲》（2003年）

耗時二十餘年，首部由意大利文譯成的三韻體中文全譯本。意大利詩人但丁．阿利格耶里原著，分〈地獄篇〉、〈煉獄篇〉、〈天堂篇〉。
- 《艾略特詩選》（2022年）

選譯詩人艾略特在1909至1962年年間多首詩作，包括〈荒原〉、〈四重奏四首〉。

## 外部連結
1. ↑  . 灼見名家. 2017-05-22  [2023-04-23]. （原始内容存档于2023-04-27）.
2. ↑  .   [2017-12-16]. （原始内容存档于2022-02-10）.
3. ↑  . 香港工商日報. 1961-07-29: 10  [2023-09-24].